# Стафілін волохатий
Стафілін волохатий (Emus hirtus) — вид комах з родини Staphylinidae. Хижак-ентомофаг.

## Морфологічні ознаки
18–28 мм. Великий, з досить яскравим опушенням, естетично привабливий жук. Чорний, голова, передньоспинка та 3 останніх сегменти черевця вкриті золотисто-жовтими волосками, надкрила ззаду з широкою перев'яззю сизих волосків, задній край передньоспинки в чорних волосках.

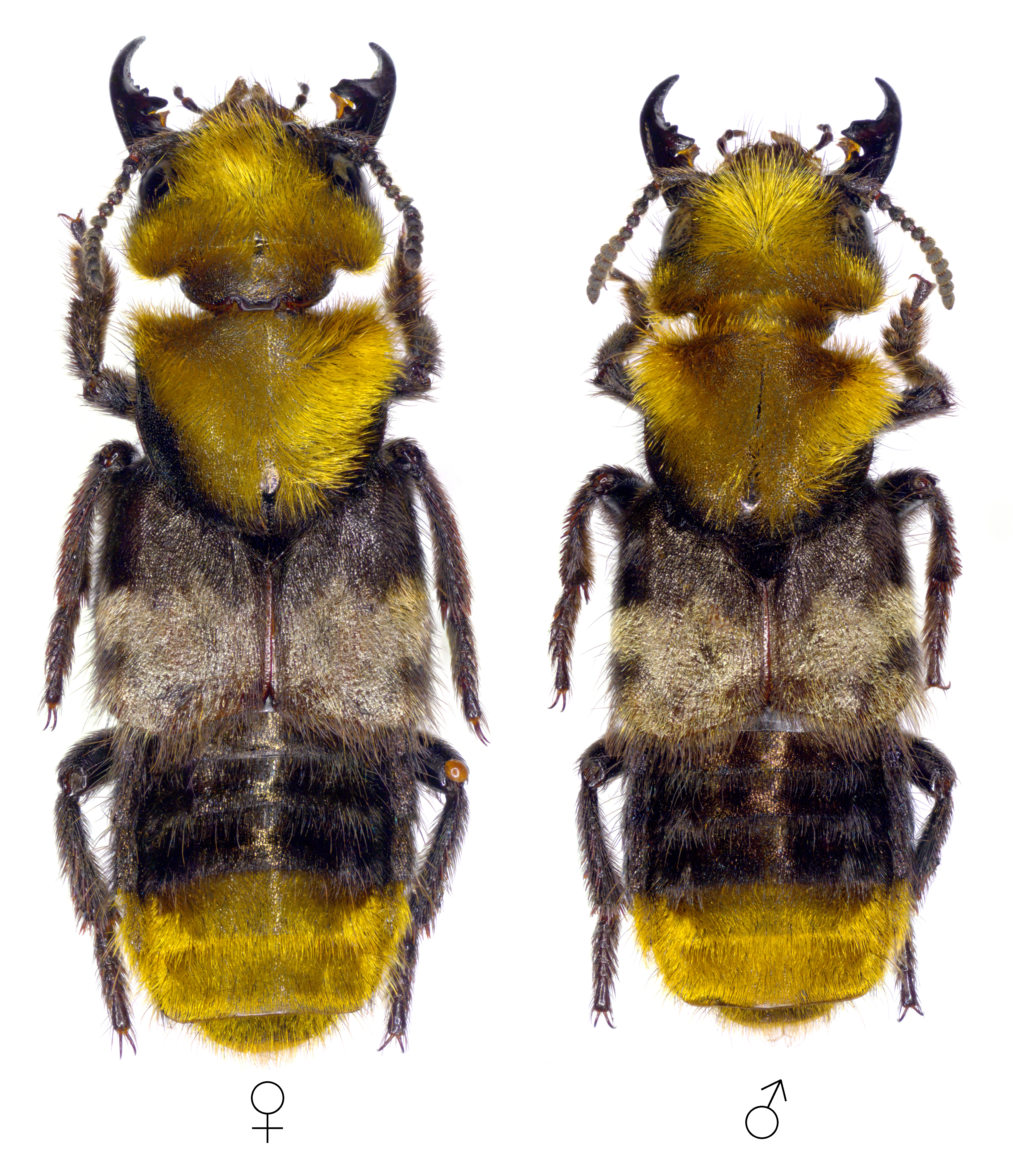
Стафілін волохатий,імаго, самиця і самець. (Луганська область, Україна)

## Поширення
Західна і східна Європа, Кавказ, Закавказзя, Казахстан, західний Сибір. 
Зустрічається по всій території України.

## Особливості біології
Жуки та їх личинки — хижаки, живляться дрібними комахами. Імаго зустрічаються з кінця травня до жовтня. Зимують дорослі жуки і, можливо, личинки. Заселяє різні за походженням органічні речовини, що розкладаються (зокрема, рослинні і тваринні рештки), стовбури дерев, з яких витікає сік. 

## Загрози та охорона
Загрози: порушення природних біотопів (застосування пестицидів, санітарні рубки лісу, рекреаційне навантаження тощо).
Слід докладно вивчити особливості біології виду, створити в місцях виявлення локальних популяцій ентомологічні заказники.